# Jenny Hendrix
Pour les articles homonymes, voir Hendrix.
Jenny Hendrix, née le 5 avril 1986 à New Port Richey en Floride, est une actrice pornographique américaine.

## Biographie
Pendant ses études universitaires, Jenny était strip teaseuse pour payer le loyer. Elle rencontra une personne qui lui proposa de tourner en Floride. Après avoir déménagé à Miami, puis en Californie, elle commence sa carrière en 2004 à l'âge de 18 ans et compte désormais plus de 100 films à son actif. Elle a eu sa première expérience sexuelle à 16 ans quand son petit ami en avait 18.
En plus de sa carrière dans la pornographie, elle tourne en 2007 dans le film d'horreur Live Evil de Jay Woelfel. Elle a également fait des apparitions dans des clips musicaux, notamment dans I'm in Miami Trick du groupe LMFAO et 10 Miles Wide d'Escape the Fate.

## Distinctions
Récompenses
- 2009 : AVN Award – Meilleure scène à trois – The Jenny Hendrix Anal Experience[2]

Nominations
- 2009 : 8 nominations AVN Award
  - Female Performer of the Year
  - Best Anal Sex Scene avec Manuel Ferrara
  - Best Double Penetration Sex Scene Anal Cavity Search 4 (2008) (avec Erik Everhard et Steve Holmes)

## Filmographie sélective
- Angel Face (2008)
- Open Ended (2008)
- Jack's Teen America: Mission 22 (2008)
- Secretary's Day 2 (2008)
- I Love Ass Cheeks 2 (2008)
- Cock Smokin' Blowjobs 8 (2008)
- Weapons of Ass Destruction 6 (2008)
- Naughty Book Worms 13 (2008)
- Anal Acrobats 3 (2008)
- Girlvana 4 (2008)